# Svenska mästerskapen i längdskidåkning 1958

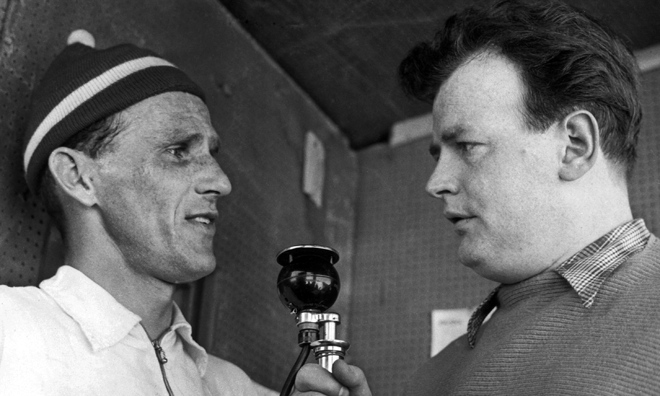
Sixten Jernberg intervjuas av Sven "Plex" Petersson under skid-SM i Kalix 1958.

Svenska mästerskapen i längdskidåkning 1958 arrangerades i Kalix.

## Medaljörer, resultat

### Herrar
| Gren              | Guld                                                         | Guld                                                         | Silver           | Silver      | Brons           | Brons        |
| 15 km             | Sixten Jernberg                                              | Lima IF                                                      | Per-Erik Larsson | Oxbergs IF  | Rolf Rämgård    | Älvdalens IF |
| 30 km             | Sture Grahn                                                  | Lycksele IF                                                  | Sixten Jernberg  | Lima IF     | Rolf Rämgård    | Älvdalens IF |
| 50 km             | Rolf Rämgård                                                 | Älvdalens IF                                                 | Sture Grahn      | Lycksele IF | Sixten Jernberg | Lima IF      |
| Stafett 3 x 10 km | Oxbergs IF (Gunnar Larsson, Åke Stenkvist, Per-Erik Larsson) | Oxbergs IF (Gunnar Larsson, Åke Stenkvist, Per-Erik Larsson) |                  |             |                 |              |
| Lagtävling 15 km  | Oxbergs IF                                                   | Oxbergs IF                                                   |                  |             |                 |              |
| Lagtävling 30 km  | Oxbergs IF                                                   | Oxbergs IF                                                   |                  |             |                 |              |
| Lagtävling 50 km  | Lycksele IF                                                  | Lycksele IF                                                  |                  |             |                 |              |

### Damer
| Gren             | Guld                                                                     | Guld                                                                     | Silver             | Silver       | Brons         | Brons    |
| 5 km             | Sonja Edström                                                            | Luleå SK                                                                 | Anna-Lisa Eriksson | Selångers SK | Märta Norberg | Vårby IK |
| 10 km            | Sonja Edström                                                            | Luleå SK                                                                 | Irma Johansson     | IFK Kalix    | Märta Norberg | Vårby IK |
| Stafett 3 x 5 km | Skellefteå SK (Eivor Alm-Alstergren, Gunilla Jonsson, Barbro Martinsson) | Skellefteå SK (Eivor Alm-Alstergren, Gunilla Jonsson, Barbro Martinsson) |                    |              |               |          |
| Lagtävling 5 km  | Vårby IK                                                                 | Vårby IK                                                                 |                    |              |               |          |
| Lagtävling 10 km | Vårby IK                                                                 | Vårby IK                                                                 |                    |              |               |          |

### Webbkällor
- Svenska Skidförbundet